# Глендон (Пенсилванија)
Глендон (енгл. Glendon) град је у америчкој савезној држави Пенсилванија.

## Демографија
По попису из 2010. године број становника је 440, што је 73 (19,9%) становника више него 2000. године.
| Група             | 2000.       | 2010.       |
| Белци             | 347 (94,6%) | 343 (78,0%) |
| Афроамериканци    | 3 (0,8%)    | 46 (10,5%)  |
| Азијати           | 5 (1,4%)    | 19 (4,3%)   |
| Хиспаноамериканци | 8 (2,2%)    | 27 (6,1%)   |
| Укупно            | 367         | 440         |